# Sin-shar-ishkun
Sin-shar-ishkun was de laatste feitelijke heerser van het Assyrische Rijk, hij regeerde van 623 v.Chr. tot de inname van Ninive op 10 augustus 612 v.Chr.
Hij was de zoon van de laatste grote heerser Assurbanipal maar bij diens dood raakte hij in een lange burgeroorlog verwikkelde met zijn broer Ashur-etil-ilani. Deze werd zelf enige tijd door zijn generaal Sin-shumu-lishir van de troon gezet, maar deze overweldiger verdween na een jaar weer van het toneel. Nadien streden de twee broers om de macht. Na drie jaar strijd wist Sin-shar-ishkun de overwinning te behalen, maar inmiddels was Nabopolassar van Babylon in opstand gekomen en er begon een lange strijd om de macht, niet alleen met de Chaldeeuwse heersers van het zuiden maar ook met hun Medische bondgenoten. 
Inmiddels had ook Egypte zich onder Psammetichus I weer onafhankelijk gemaakt van het rijk maar uiteindelijk zou deze Sin-shar-ishkun nog trachten te steunen omdat hij een algehele ineenstorting van het wankele rijk vreesde. Die vrees was niet ongegrond. Uiteindelijk werd Ninive belegerd en de stad viel, waarbij Sin-shar-ishkun de dood vond. Nadien was er nog een kortstondige koning-in-ballingschap, Assur-uballit II die door de Egyptenaren gesteund als pretendent optrad, maar ook deze werd uiteindelijk verslagen en dit betekende het einde van het uitgestrekte rijk van Sin-shar-ishkuns vader Assurbanipal, dat zo onoverwinnelijk had geleken. 